# Carl Alexander Clerck
Carl Alexander Clerck (* 1709; † 22. Juli 1765) war ein schwedischer Entomologe und Arachnologe und durch sein 1757 erschienenes Werk Svenska Spindlar Mitbegründer der Zoologischen Nomenklatur.

## Leben
Clerck stammte aus einer einfachen Adelsfamilie und besuchte 1726 die Universität Uppsala. Über seine Studienzeit ist wenig bekannt. Es ist nicht bekannt, ob er Kontakt zu seinem Zeitgenossen Carl von Linné während dessen Aufenthalt in Uppsala hatte. Wegen seiner geringen Mittel war er gezwungen, die Universität früh zu verlassen, in den Staatsdienst zu treten und schließlich in der Stadtverwaltung von Stockholm zu arbeiten.

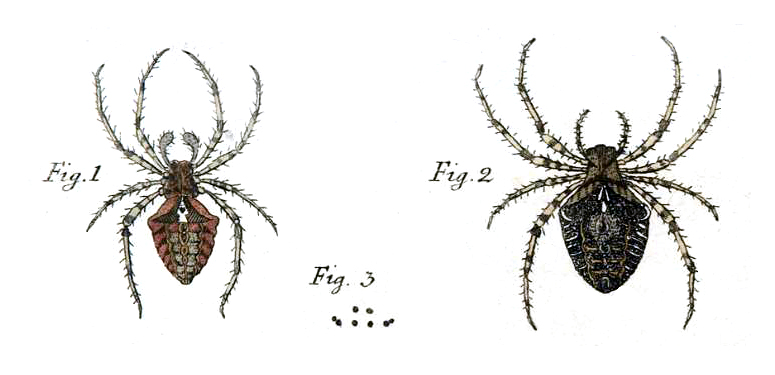
Männchen und Weibchen der Spinne Araneus angulatus, veröffentlicht im Jahr 1757 von Clerck in seinem Werk Svenska Spindlar

Beeinflusst durch Vorlesungen von Linnaeus, die er im reiferen Alter 1737 besuchte, erwachte sein Interesse an der Naturgeschichte. In den folgenden Jahren sammelte und kategorisierte er eine große Zahl Spinnentiere. Seine Ergebnisse wurden zusammen mit grundlegenden Beobachtungen über das Verhalten der Spinnen 1757 in Svenska spindlar („Spinnen Schwedens“) veröffentlicht. Er begann auch die Veröffentlichung der Icones insectorum rariorum, einer Serie von Tafeln mit detaillierten, aber unkommentierten Illustrationen zahlreicher Schmetterlinge. Die Serie blieb nach Clercks Tod mit dem dritten Teil von 1766 unvollendet.
Vermutlich war Clerck ein Freund Linnés, der seine Arbeit sehr begrüßte und durch dessen Mäzenatentum Clerck 1756 zum Mitglied der königlichen Gesellschaft der Wissenschaften in Uppsala und 1764 der königlich-schwedischen Akademie der Wissenschaften wurde.
Clercks Insektensammlung blieb über 200 Jahre lang verschollen und wurde in den 1970er Jahren im Botanischen Garten Bergianska trädgården in Stockholm „wiederentdeckt“, wo sie in sehr gutem Zustand erhalten geblieben war. Heute befindet sie sich als Dauerleihgabe im Naturhistoriska riksmuseet in Stockholm. Clercks Microlepidoptera wurden von Ebbe Schmidt Nielsen in der Gyllenhal-Sammlung in Uppsala wiederaufgefunden.
Zu Ehren von Carl Clerck wurde eine Kleinschmetterlingsart aus Skandinavien benannt, Phalaena (Tinea) clerkella Linnaeus, 1758, heute Lyonetia clerkella (Linnaeus, 1758), Lyonetiidae, weiterhin ein Nachtfalter aus Surinam Phalaena clerckiana Stoll, 1782, eine Spinne aus Slowenien Aranea clerkii Scopoli, 1763, ein Käfer aus der Südsee Carabus clerckii Eschscholtz, 1830, eine Kieferspinne Pachygnatha clercki Sundevall, 1823, sowie einige weitere Spinnen Philodromus clerckii und Thomisus clerckii aus Ägypten, die von Audouin 1826 beschrieben wurden.

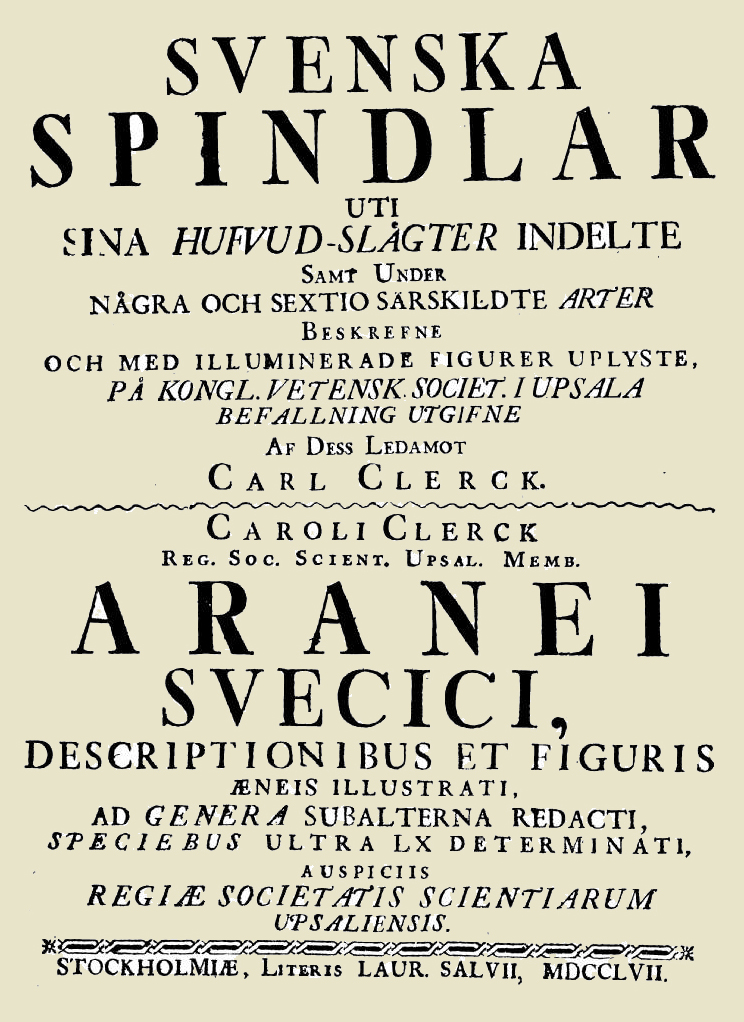
Titelseite von Clercks 1757 erschienenem Werk Svenska Spindlar

## Svenska Spindlar
Svenska Spindlar von 1757 (vollständiger Titel: Svenska Spindlar uti sina hufvud-slågter indelte samt under några och sextio särskildte arter beskrefne och med illuminerade figurer uplyste. – Aranei Svecici, descriptionibus et figuris æneis illustrati, ad genera subalterna redacti, speciebus ultra LX determinati.) ist das erste zoologische Werk, das für eine Gattung (Araneus) und 66 Arten schwedischer Spinnen konsequent die binäre Nomenklatur anwendete. Aufgrund der außergewöhnlich gründlichen Bearbeitung dieser Spinnenarten wurden die darin vorgeschlagenen Artnamen (die Linnaeus 1758 in seinem Werk Systema Naturae mit geringen Änderungen übernahm) in der Arachnologie seit jeher traditionell als binär anerkannt, was später auch offiziell im Nomenklaturcode berücksichtigt wurde. Dies bedeutet, dass im Zweifelsfall die von Clerck 1757 vorgeschlagene Schreibweise eines Namens Priorität vor der von Linnaeus 1758 hat (z. B. Araneus statt Aranea) und dass Clercks Spinnen damit die ersten Tiere sind, die in der modernen Zoologie einen bis heute verfügbaren wissenschaftlichen Namen bekommen haben.